# VA-23 (U.S. Navy)
Il VA-23, soprannominato "Black Knights" (Cavalieri Neri), fu uno squadrone d'attacco della Marina degli Stati Uniti, istituito come Squadrone di caccia di riserva VF-653 nel dicembre 1949 al NAS Akron, Ohio. Lo squadrone si trasferì a NAS Alameda il 16 aprile 1951. Fu ribattezzato VF-151 il 4 febbraio 1953, e come VA-151 il 7 febbraio 1956. Fu infine designato come VA-23 il 23 febbraio 1959 e spostato a NAS Lemoore il 30 settembre 1961. Lo squadrone venne sciolto il 1º aprile 1970.

## Storia operativa
Lo squadrone condusse i suoi primi attacchi di combattimento l'11 dicembre 1951 durante la guerra di Corea.
Nel febbraio 1955 fornì supporto aereo durante l'evacuazione dei nazionalisti cinesi dalle isole Tachen durante la prima crisi dello Stretto di Taiwan.
Nell'aprile 1965, operando dalla USS Midway sulla stazione Yankee, il VA-23 condusse le sue prime operazioni di combattimento dalla guerra di Corea; divenendo il primo squadrone a utilizzare il missile Shrike in combattimento.
Nel marzo 1968, insieme ad altri squadroni del CVW-19, condusse operazioni di volo dalla USS Ticonderoga nel Mar del Giappone. Queste operazioni facevano parte di uno spettacolo continuo delle forze americane nell'area, denominato Operazione Formation Star, in seguito alla cattura della USS Pueblo da parte della Corea del Nord il 23 gennaio 1968.
Nell'aprile 1968, il VA-23 effettuò attacchi di combattimento intorno a Khe Sanh, nel Vietnam del Sud, a sostegno della base marina assediata lì.

## Assegnazione di aeromobili
Allo squadrone sono stati assegnati i seguenti aeromobili nei mesi mostrati:
- FG-1D - 1951
- F4U-4 - 1951
- F4U-4B - 1951
- F9F-2 - Agosto 1952
- F9F-5 - Ottobre 1952
- F7U-3M - Maggio 1955
- F7U-3 - Giugno 1955
- F9F-8B - Dicembre 1956
- F9F-8 - Gennaio 1957
- FJ-4B - Luglio 1957
- A4D-2 - Maggio 1960
- A-4E - Dicembre 1962
- A-4F - Luglio 1967